# Storavan, Medelpad
Storavan är en sjö i Ånge kommun i Medelpad och ingår i Ljungans huvudavrinningsområde. Sjön har en area på 0,148 kvadratkilometer och ligger 432 meter över havet. Storavan ligger i Jämtgaveln Natura 2000-område. Sjön avvattnas av vattendraget Ovån.

## Delavrinningsområde
Storavan ingår i det delavrinningsområde (695239-150794) som SMHI kallar för Utloppet av Storavan. Medelhöjden är 451 meter över havet och ytan är 4,12 kvadratkilometer. Det finns inga avrinningsområden uppströms utan avrinningsområdet är högsta punkten. Ovån som avvattnar avrinningsområdet har biflödesordning 4, vilket innebär att vattnet flödar genom totalt 4 vattendrag innan det når havet efter 183 kilometer. Avrinningsområdet består mestadels av skog (73 procent) och sankmarker (21 procent). Avrinningsområdet har 0,25 kvadratkilometer vattenytor vilket ger det en sjöprocent på 6 procent.